# Bantu FC
Bantu United Football Club w skrócie Bantu FC – sotyjski klub piłkarski grający w pierwszej lidze sotyjskiej, mający siedzibę w mieście Mafeteng.

## Sukcesy
- I liga[1]:
  - mistrzostwo (4):  2014, 2017, 2018, 2020.

- Puchar Lesotho[2]:
  - zwycięstwo (7): 1963, 1993, 1997, 2011, 2012, 2013, 2015, 2017.

## Występy w afrykańskich pucharach
| Sezon     | Rozgrywki                 | Runda    | Kraj                          | Klub                | Dom | Wyjazd | Dwumecz      |
| --------- | ------------------------- | -------- | ----------------------------- | ------------------- | --- | ------ | ------------ |
| 1994      | Puchar Zdobywców Pucharów | wstępna  | Namibia                       | Black Africa SC     | –   | –      | –            |
| 1994      | Puchar Zdobywców Pucharów | 1        | Południowa Afryka             | Total Aces FC       | 1–2 | 1–6    | 2–7          |
| 1998      | Puchar Zdobywców Pucharów | 1        | Botswana                      | Notwane FC          | 1–4 | 0–4    | 1–8          |
| 2015      | Liga Mistrzów             | wstępna  | Gabon                         | AS Mangasport       | 0–0 | 0–1    | 0–1          |
| 2018      | Liga Mistrzów             | wstępna  | Eswatini                      | Mbabane Swallows FC | 2–4 | 3–1    | 5–5          |
| 2018/2019 | Liga Mistrzów             | wstępna  | Botswana                      | Township Rollers    | 1–1 | 1–1    | 2–2 (k. 4–2) |
| 2018/2019 | Liga Mistrzów             | 1        | Demokratyczna Republika Konga | AS Vita Club        | 1–1 | 1–4    | 2–5          |
| 2018/2019 | Puchar Konfederacji       | play-off | Nigeria                       | Enugu Rangers       | 1–2 | 1–2    | 2–4          |
| 2020/2021 | Liga Mistrzów             | 1        | Zambia                        | Nkana FC            | 0–1 | 0–0    | 0–1          |

## Stadion
Domowe mecze klub rozgrywa na stadionie o nazwie Mohale’s Hoek DiFA Ground w Mafeteng, który może pomieścić 3000 widzów.